# Ectropotheciella
Ectropotheciella là một chi rêu trong họ Hypnaceae.